# Hotel Fénix
Hotel Fénix es una banda peruana de hard rock formada en la ciudad de Lima en el 2017. La banda es integrada por Nito Antonio Rosales (voz), Daniel Ruiz (guitarra), Jorge Yamunaque (bajo) y Jeff Vivanco (batería). 
A pesar de predominar un sonido áspero característico del hard rock, su música cuenta con una presencia transversal de Funk rock. En su repertorio también están incluidas baladas y canciones con diversos estilos musicales influenciados por distintos exponentes del rock de todos los tiempos. Lo que realmente caracteriza a esta agrupación son sus conciertos, con una considerable cuota de jammin a lo largo de sus presentaciones. Suelen dejarse llevar por la improvisación musical entre canciones e incluso es común que no toquen sus canciones del mismo modo dos veces.
A la fecha la banda ha lanzado 12 canciones en plataformas digitales distribuidos en 3 EP y 2 Singles con canciones en Idioma español y en Idioma inglés. También han lanzando un videoclip para la canción Malecón en el 2018, que fue producida por Diana Yalico Outten y en la que participaron además distintos artistas, músicos y actores locales.

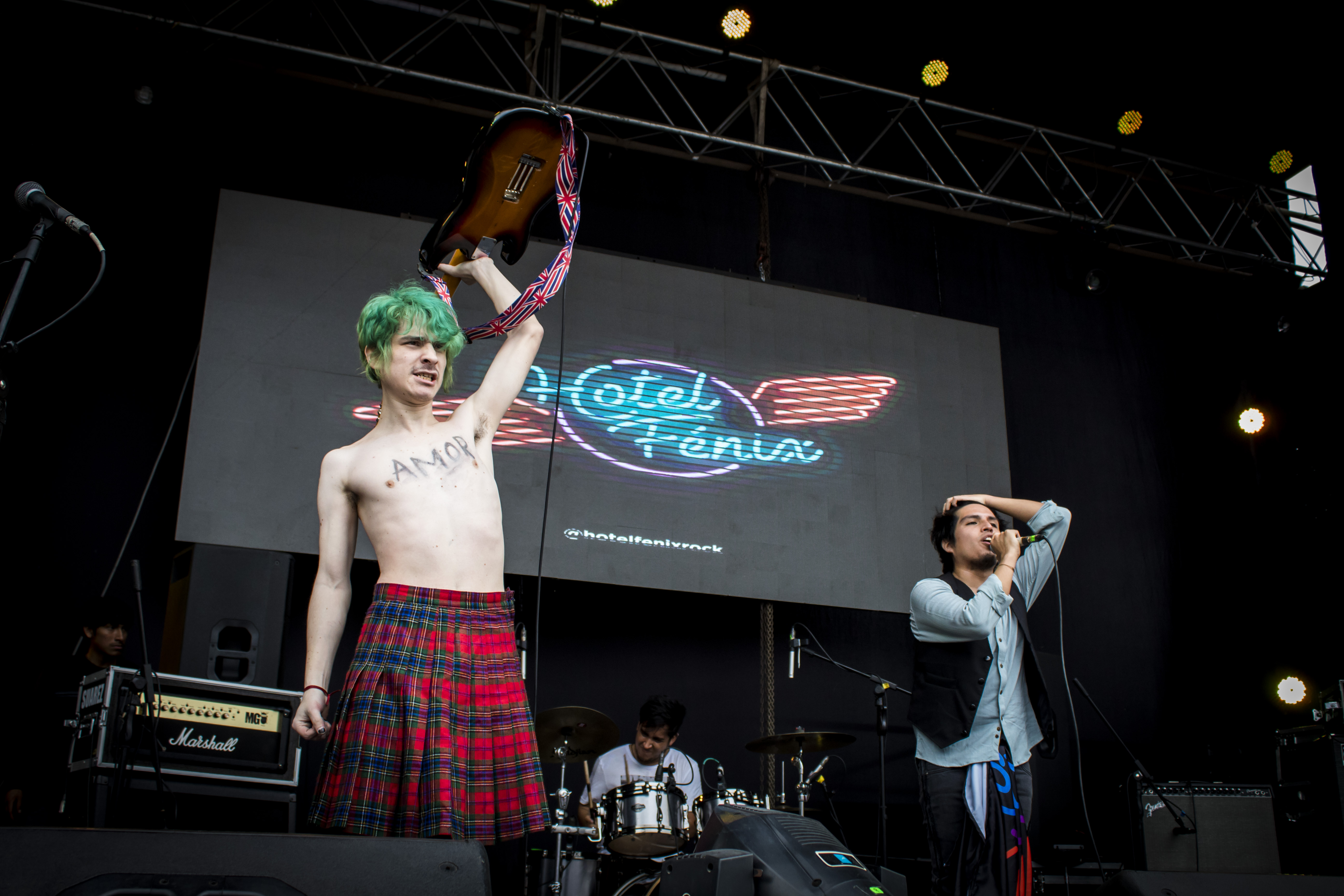
Concierto en vivo en Villa el Salvador en el 2019. Daniel Ruiz, Jeff Vivanco y Nito Rosales. Foto: Alexandra Ochoa

## Historia
La banda tomó su nombre del letrero de un hotel, el único que se encontraba encendido en las calles del distrito de Lince en Lima, al momento que se encontraban saliendo de su primer ensayo. El nombre sería provisional; sin embargo, pocos meses después, al confirmarse su primera presentación junto a la banda peruana de rock en Quechua Uchpa, decidieron formalizar el nombre y conservarlo hasta la actualidad.

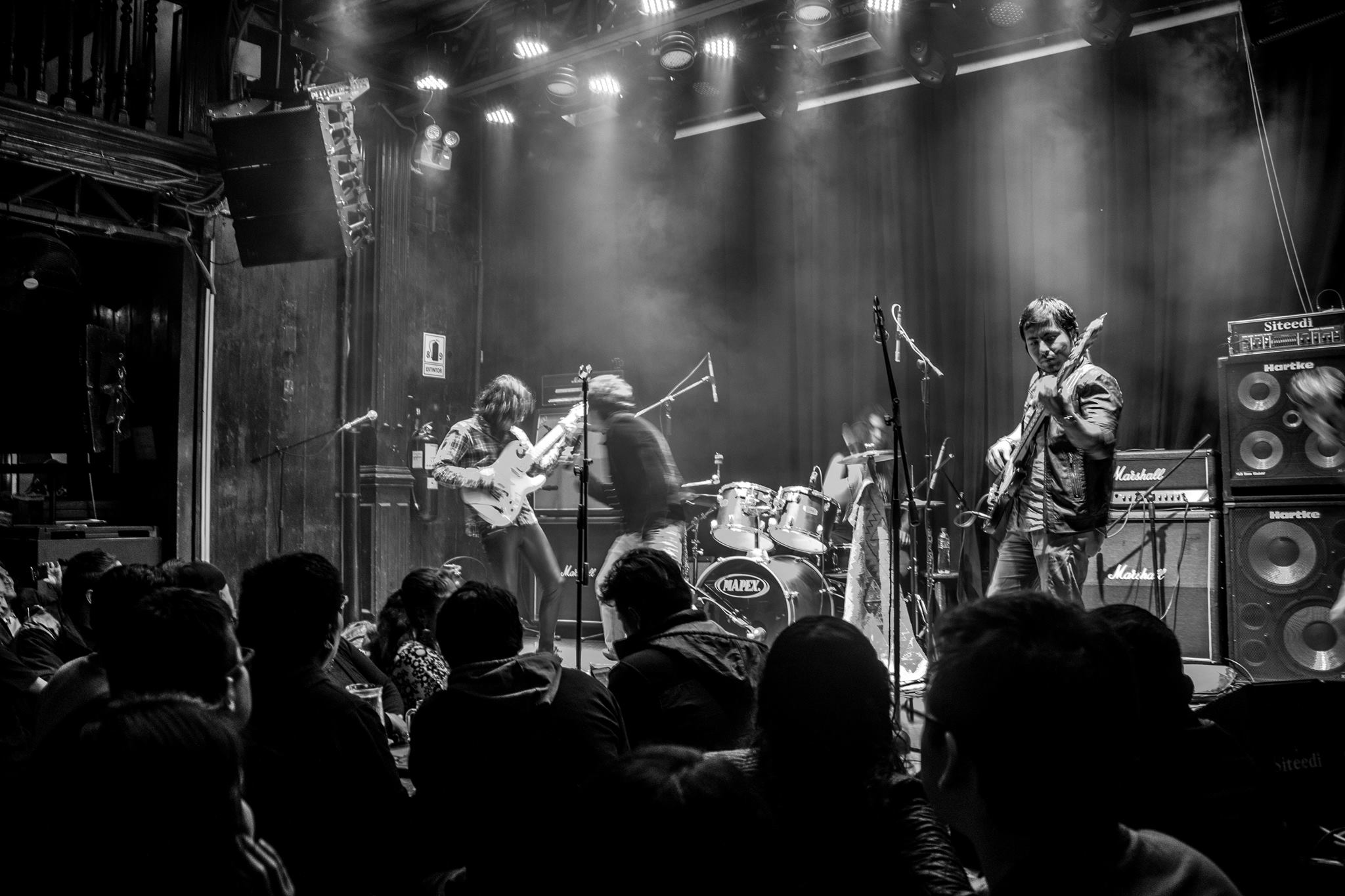
Foto de la primera presentación en vivo de la banda en el 2017, en La Noche de Barranco, con la formación original. De izquierda a derecha: Daniel, Nito, Osmar y Fausto. Foto: Rubi Lovaton.

### Formación y primeros años
Nito Antonio Rosales y Daniel Ruiz, son quienes fundaron la banda y continúan hasta la actualidad. El bajista Fausto Zambrano también formó parte de la agrupación desde su fundación y participó en las primeras canciones de la banda que se lanzaron en los EPs Libertad Frustrada (2017) y Amor Destrucción (2018), también participó en varios conciertos de la banda hasta el 2019. De estos dos EP también sería parte Osmar Orihuela, baterista que fue sucedido por Jeff Vivanco (ex baterista de la banda Stereo Zombies) en el 2018, tras iniciar su carrera de actuación. Durante el 2018 también integró la banda Álvaro Fontana, actual bajista de la banda de symphonic speed metal Crownless. Finalmente con la llegada de Jorge Yamunaque en el 2019 (bajista también de la banda peruano-chilena Laucha Seca) se consolida la formación actual de la banda y se lanzan los EPs El Rock No Ha Muerto (2020) y los singles Funky (2020) y MIss Fire (2020) que verían la luz durante la pandemia del Covid 19.

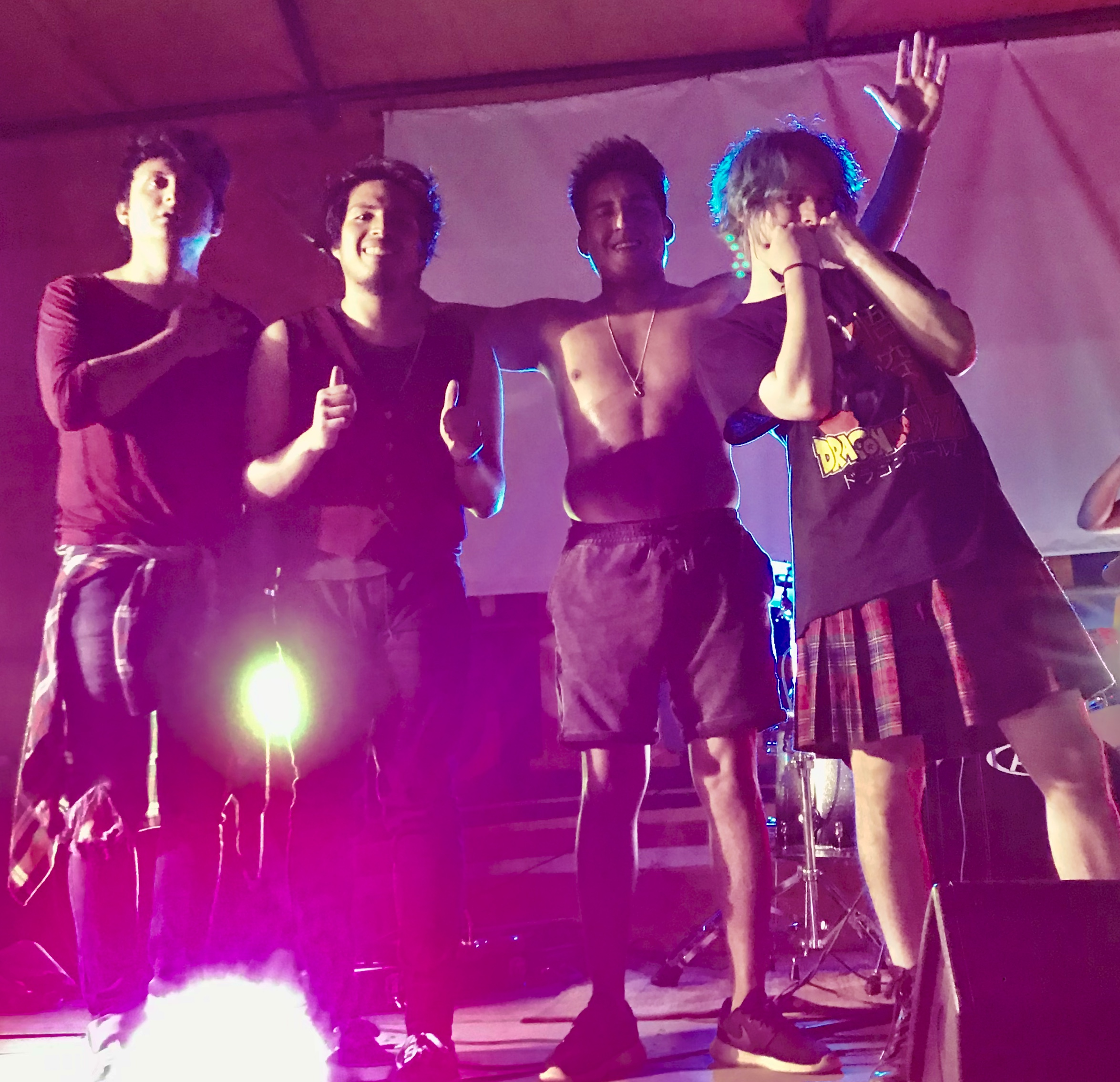
Concierto a inicios del 2020, último que se daría antes de la pandemia por el Covid19, en la que Perú entró en cuarentena. De izquierda a derecha: Jorge, Nito, Jeff y Daniel.

### Reconocimientos
La banda fue premiada el 2019 como la ganadora del concurso local de bandas Brewdog Live en el 2019, organizado por la marca escocesa de cerveza BrewDog. Gracias a la premiación de este concurso pudieron grabar su último single Miss Fire en Shamática Studios.
En el 2011 Daniel Ruiz fue premiado como el mejor guitarrista del concurso Lima Rockea, organizado por la Municipalidad Metropolitana de Lima, el mismo que tuvo lugar en el Parque de la Exposición en un concierto multitudinario; siendo integrante de la banda Zona Beat. En el mismo concierto participarían Nito Antonio Rosales y Fausto Zambrano como parte de la banda finalista Magma Púrpura y Jeff Vivanco participaría con la banda finalista Stereo Zombies. Este sería el momento en que se conocerían para que luego de 6 años integraran la nueva banda Hotel Fénix. En la misma edición de este concurso la banda de indie rock Los Outsaiders quedó en segundo lugar.
En el 2013 Jeff Vivanco sería premiado como el mejor baterista del concurso Rockstar de Sin Parar de D'onofrio como parte de la banda de pop rock Stereo Zombies con quienes también ganaría el primer lugar en el Norte Rock 2012.

### Actualidad
Tras la reactivación del sector cultural en el Perú en el 2021 por la pandemia del COVID-19, la banda también re-inicia actividades con una serie de conciertos presenciales gratuitos, pensados en la nueva normalidad: solo al aire libre, con mascarillas y medidas de distanciamiento. Se trató de una pequeña gira por distritos de Lima como son Villa El Salvador, El Rimac, Magdalena, San Borja y Lima Cercado; con el objetivo de incentivar la reactivación de los conciertos en vivo de una manera responsable. Para culminar este ciclo de conciertos la banda fue parte del primer festival de vacunación organizado por el Ministerio de Salud llamado VACUNAROCK, que tuvo lugar en la Universidad Nacional Mayor de San Marcos mediante el cual se convocó a la población universitaria mayor de 18 años.

## Miembros

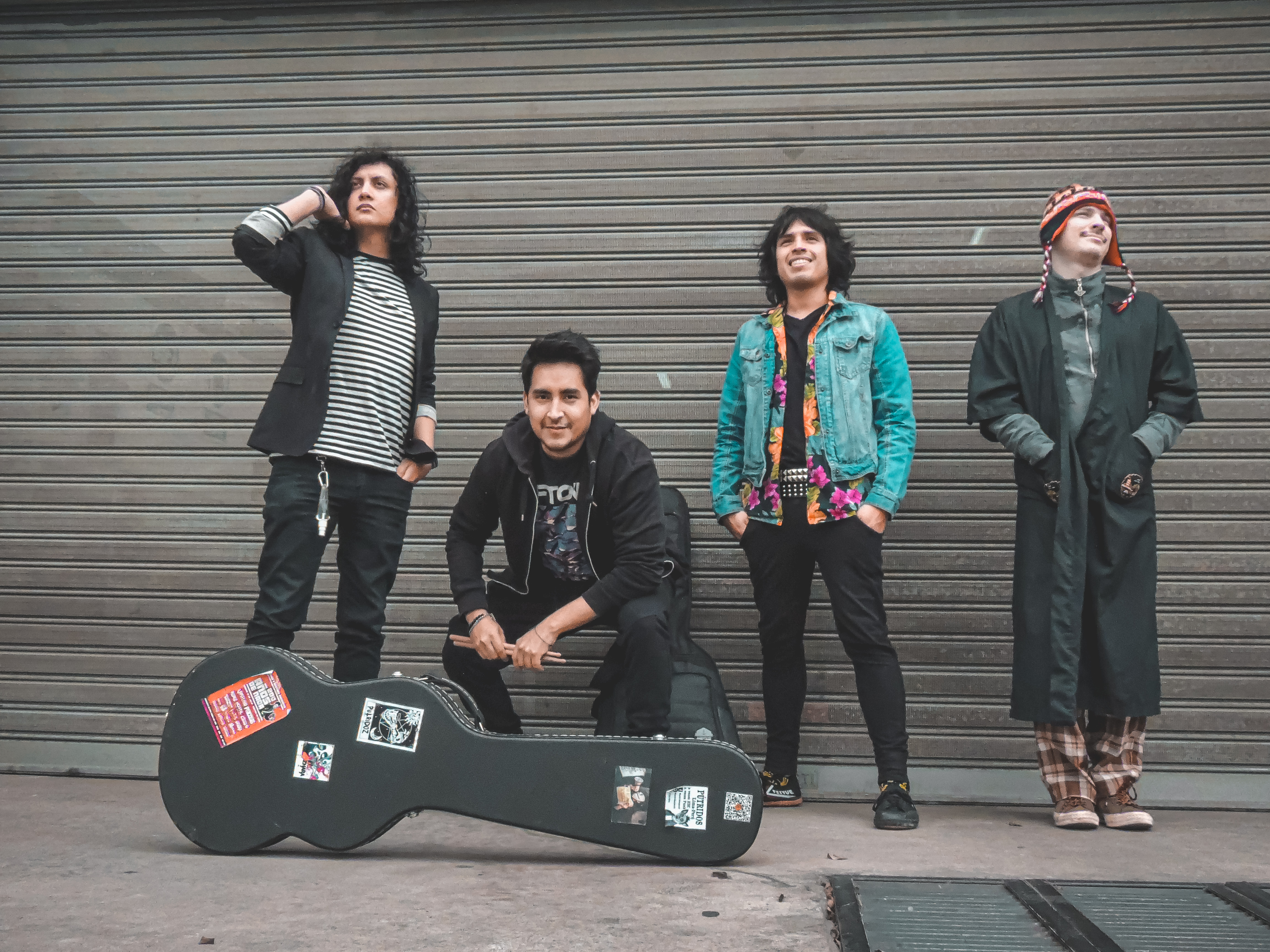
Integrantes en el 2021. De izquierda a derecha: Jorge, Jeff, Nito y Daniel. Foto: Nikholas Ortiz.

### Miembros actuales
- Nito Antonio Rosales - Voz principal (2017-presente)
- Jorge Yamunaque - Bajo y voces (2020-presente)
- Daniel Ruiz - Guitarra y voces (2017-presente)
- Jeff Vivanco - Percusión y voces  (2018-presente)

### Miembros anteriores
- Fausto Zambrano - Bajo (2017-2018)
- Osmar Orihuela - Batería (2017-2018)
- Álvaro Fontana - Bajo (2018)

## Discografía

### Estudio
- Libertad Frustrada (2017)
- Amor Destrucción (2018)
- El Rock No Ha Muerto (2020)
- Funky (2020)
- Miss Fire (2020)